# 542-га фольксгренадерська дивізія (Третій Рейх)
542-га фольксгренадерська дивізія (Третій Рейх) (нім. 542. Volksgrenadier-Division) — піхотна дивізія народного ополчення (фольксгренадери), що входила до складу вермахту на завершальному етапі Другої світової війни. Дивізія сформована у жовтні 1944 року шляхом переформування 542-ї гренадерської дивізії й билася на Східному фронті до капітуляції у квітні 1945 року

## Історія
542-га фольксгренадерська дивізія була створена 9 жовтня 1944 року на основі формувань 542-ї гренадерської дивізії під час проведення 32-ї хвилі мобілізації німецького вермахту. Дивізія оборонялася на рубежах річки Нарва в центральній Польщі. Після розгрому у Вісло-Одерській операції відступала до Західної Пруссії, де її остаточно знищили радянські війська під час боїв у Східній Пруссії.

## Райони бойових дій
- Польща, Західна Пруссія (жовтень 1944 — квітень 1945).

## Командування

### Командири
- генерал-лейтенант Карл Леврік (нім. Karl Löwrick) (9 жовтня 1944 — квітень 1945).

### Підпорядкованість
| Час     | Корпус   | Армія | Група армій (округ) | Штаб            |
| ------- | -------- | ----- | ------------------- | --------------- |
| 1944    |          |       |                     |                 |
| жовтень | XX ак    | 2 А   | Група армій «Центр» | Нарва           |
| 1945    |          |       |                     |                 |
| січень  | XXVII ак | 2 А   | Група армій «Центр» | Нарва           |
| лютий   | XXIII ак | 2 А   | Група армій «Вісла» | Нарва           |
| квітень |          |       |                     | Західна Пруссія |

### Склад
| 1944                                      |
| ----------------------------------------- |
| 1076-й гренадерський полк                 |
| 1077-й гренадерський полк                 |
| 1078-й гренадерський полк                 |
| 1542-й артилерійський полк                |
| 1542-й дивізіон «Штурмгешуц»              |
| 1542-й інженерний батальйон               |
| 1542-га фузілерна рота                    |
| 1542-га зенітна батарея                   |
| 1542-га рота зв'язку                      |
| 1542-ге дивізійне управління забезпечення |

## Нагороджені дивізії
Нагороджені дивізії
|  | Кавалери Нагрудного знаку ближнього бою в золоті                                                           | 1  |
|  | Кавалери Золотого Німецького Хреста                                                                        | 6  |
|  | Кавалери Срібного Німецького Хреста                                                                        | 2  |
|  | Кавалери Лицарського хреста Залізного хреста                                                               | 11 |
|  | Кавалери Почесної застібки Сухопутних військ «Почесна застібка на орденську стрічку для Сухопутних військ» | 12 |

- Нагороджені Сертифікатом Пошани Головнокомандувача Сухопутних військ (1)
- Нагороджені Сертифікатом Пошани Головнокомандувача Сухопутних військ за збитий літак противника (1)